# Sun Lakes-Dry Falls State Park
Der Sun Lakes-Dry Falls State Park (früher: Sun Lakes State Park) ist ein Naherholungsgebiet am Fuß der Dry Falls, 3 mi (4,8 km) westlich von Coulee City im Grant County im US-Bundesstaat Washington. Der State Park nimmt eine Fläche von 3.774 Acres (15 km²) entlang der Washington State Route 17 am oberen Ende der Lower Grand Coulee ein. Ein privater Golfplatz und ein angegliedertes Resort, das Sun Lakes Park Resort, liegen in der Nähe des Zugangs zum Park und des Park Lake.

## Geschichte
Der Bundesstaat kaufte zwischen 1933 und 1972 Land an, um den Park zu schaffen. Fünfzehn Parzellen wurden vom Bureau of Land Management, dem Department of Natural Resources und privaten Interessenten erworben. Das Civilian Conservation Corps (CCC) baute 1938 Steinwälle und einen Aussichtspunkt an den Dry Falls, das Vista House. Die Arbeiter des CCC errichteten auch eine Unterkunft und ein Pumpenhaus. 
Das Rückzugsgebäude der Camp Delany Group wurde 1956 zu einer Einrichtung des Parks, die Gebäude des Sun Lakes Park Resort wurden 1959 errichtet, und das Interpretive Center, von dem aus die Dry Falls zu sehen sind, wurde 1965 gebaut.

## Besonderheiten
Die Dry Falls sind ein Cliff aus blankem Fels, 400 ft (122 m) hoch und 3,5 mi (5,6 km) breit. Während der Missoula-Fluten war dies der Ort eines Wasserfalls mit der zehnfachen Größe der Niagara-Fälle. Das Cliff thront über einer Oase in einer mit kleinen Seen ausgestatteten Wüste, die eine vielfältige Fauna beherbergt. Sie ist ein herausragendes Beispiel für ein Strauchsteppen-Ökosystem.
Der Umatilla Rock ist ein großer Basalt-Felsen, der den erosiven Fluten widerstand. Er befindet sich zwischen den Dry Falls und dem eigentlichen Park mit dem Resort. Zu den nahegelegenen Seen gehören der Dry Falls Lake, der Perch Lake, der Red Alkali Lake, der Green Alkali Lake und der Meadow Lake.

## Tourismus

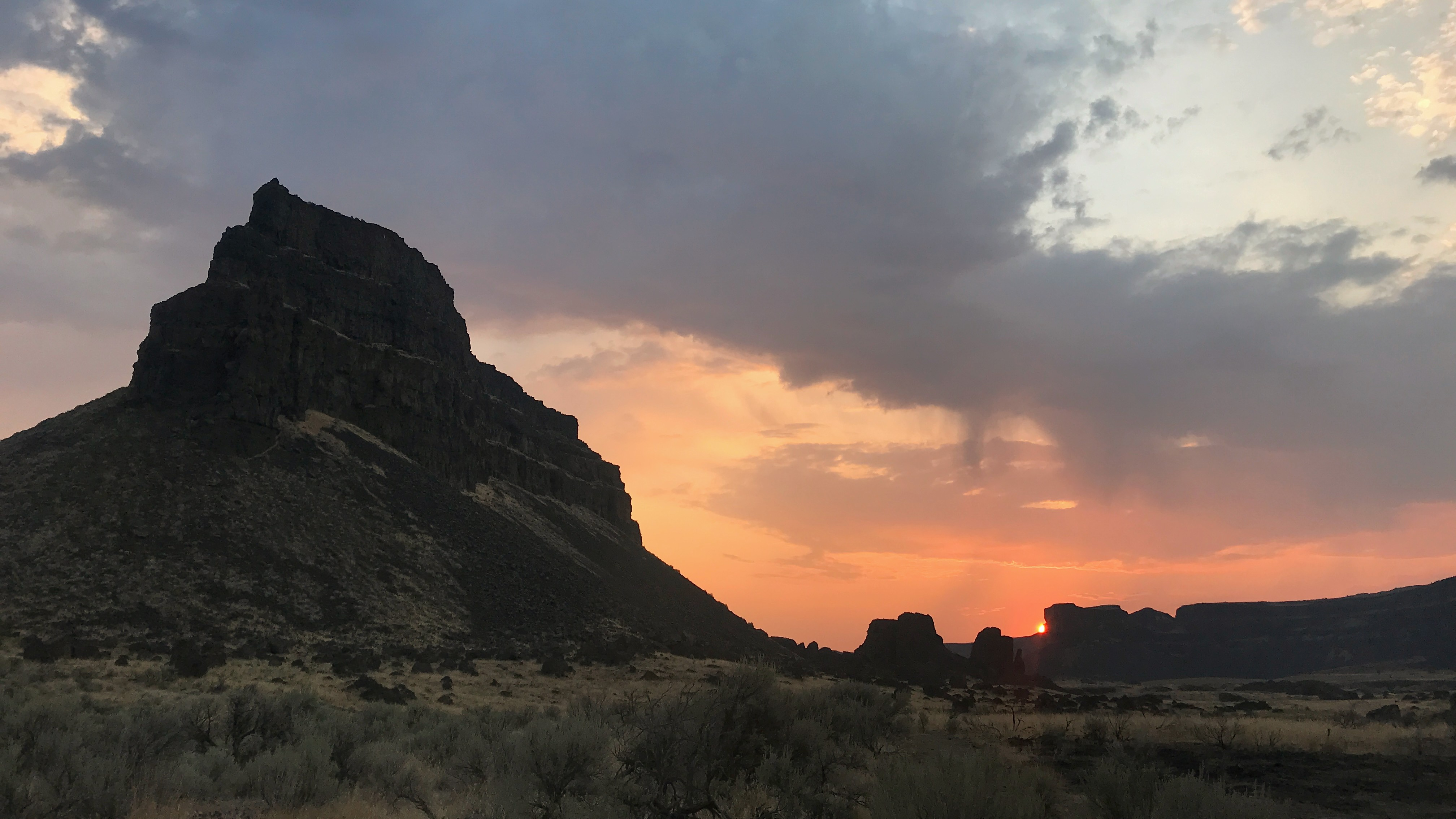
Der Umatilla Rock bei Sonnenaufgang

Zum Park gehören 73.640 ft (22.445 m) Uferlinie mit Möglichkeiten zum Angeln, Schwimmen, Bootfahren, Wandern und Golfspielen. Im Interpretive Center gibt es Ausstellungen zur Geologie des Gebietes.
Der Umatilla Rock Trail ist über eine Schotterpiste vom Hauptteil des Parks aus zugänglich. Der Zugangspunkt liegt in der Nähe des Südwestteils des Felsens. Der 5 mi (8 km) lange Rundweg folgt der äußeren Grenze des Felsens. Ein Seitenweg kürzt über einen Einschnitt im Nordosten des Felsens etwas ab.